# Proscyllium venustum
 Proscyllium venustum — вид хрящевых рыб рода полосатых акул семейства полосатых кошачьих акул отряда кархаринообразных. Обитает в северо-западной части Тихого океана на глубине от 50 до 100 м. Максимальная зафиксированная длина — 60 см. Размножается бесплацентарным живорождением. Эмбрион питается исключительно желтком. Не является объектом коммерческого промысла. Не представляет опасности для человека. Статус сохранности вида не определён. Впервые вид описан в 1912 году.